# Psykoterapiinstitutet
Psykoterapiinstitutet var en organisation inom Stockholms läns landsting som bedrev behandling på psykoanalytisk grund.
Organisationen hade sitt ursprung i Stockholms stads rådgivningsbyrå för sexualfrågor, vilken inrättats 1942 och bedrev rådgivning angående abort och preventivmedel. Byrån ombildades 1956 till Stockholms stads mentalvårdsbyrå och erhöll 1957 nya lokaler i byggnaden Oscar I:s minne vid Björngårdsgatan på Södermalm och även började bedriva psykoterapeutisk verksamhet. Byrån övertogs 1971 av Stockholms läns landsting. Mentalvårdsbyrån, som från 1970 även anordnade utbildningar i psykoterapi, namnändrades 1987 till Psykoterapiinstitutet. Institutets utbildnings- och forskningsverksamhet uppgick 1994 i Karolinska Institutet. Psykoterapiinstitutet upphörde 2009, då det ersattes av det nyinrättade Kompetenscentrum för psykoterapi, CPF.